# کیم چونگ-تائه
کیم چونگ-تائه (انگلیسی: Kim Chung-tae؛ زادهٔ ۶ ژوئیهٔ ۱۹۸۰) کماندار اهل کره جنوبی است.